# Rue Bisson (Paris)
Pour les articles homonymes, voir Rue Bisson.
La rue Bisson est une rue située dans le 20e arrondissement de Paris, en France.

## Situation et accès
Cette rue rencontre les voies suivantes :
- la rue de Pali-Kao
- la rue du Sénégal
- la rue de Tourtille

La rue Bisson est desservie par les lignes 2 et 11 à la station Belleville et la ligne 2 à la station Couronnes.
Les stations Vélib' les plus proches sont au 44 et 116, boulevard de Belleville.

## Origine du nom
La rue porte le nom de Hippolyte Magloire Bisson (1796-1827), enseigne de vaisseau qui se fit sauter en 1827 avec l'équipage de son bateau, le Panayoti, plutôt que de se laisser prendre par les pirates qui l'attaquaient.

## Historique
Cette voie de l'ancienne commune de Belleville est indiquée sur le plan de Roussel de 1730.
Par la suite, vers 1818, elle prend le nom de « rue des Montagnes » en raison des montagnes russes, appelées « montagnes françaises », qui étaient installées près de la barrière des Trois-Couronnes. 
Classée dans la voirie parisienne en vertu du décret du 23 mai 1863, elle prend sa dénomination actuelle par un décret du 27 février 1867.
Le 28 mai 1918, durant la première Guerre mondiale, un obus lancé par la Grosse Bertha explose au no 6 rue Bisson.

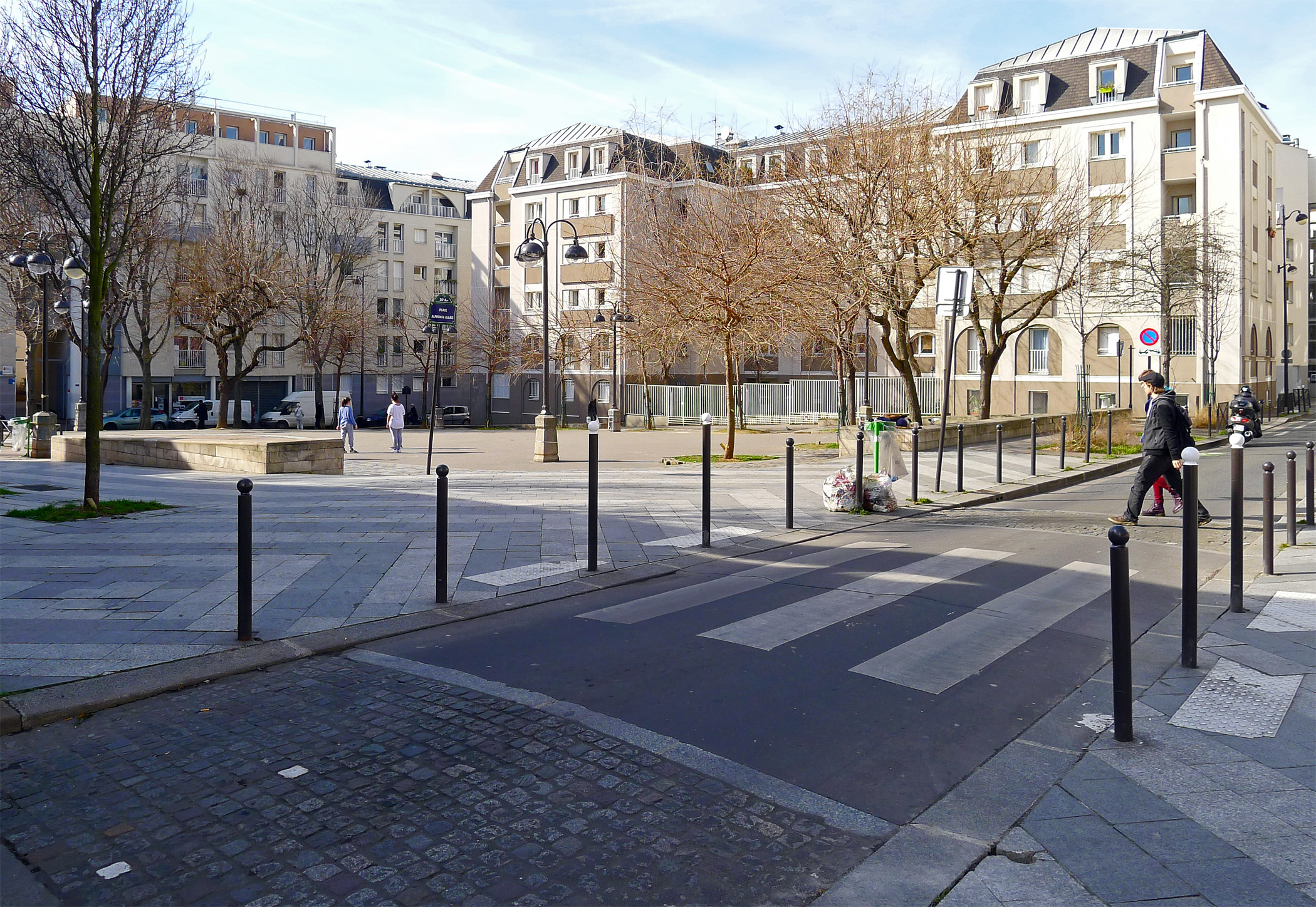
La rue Bisson le long de la place Alphonse-Allais.
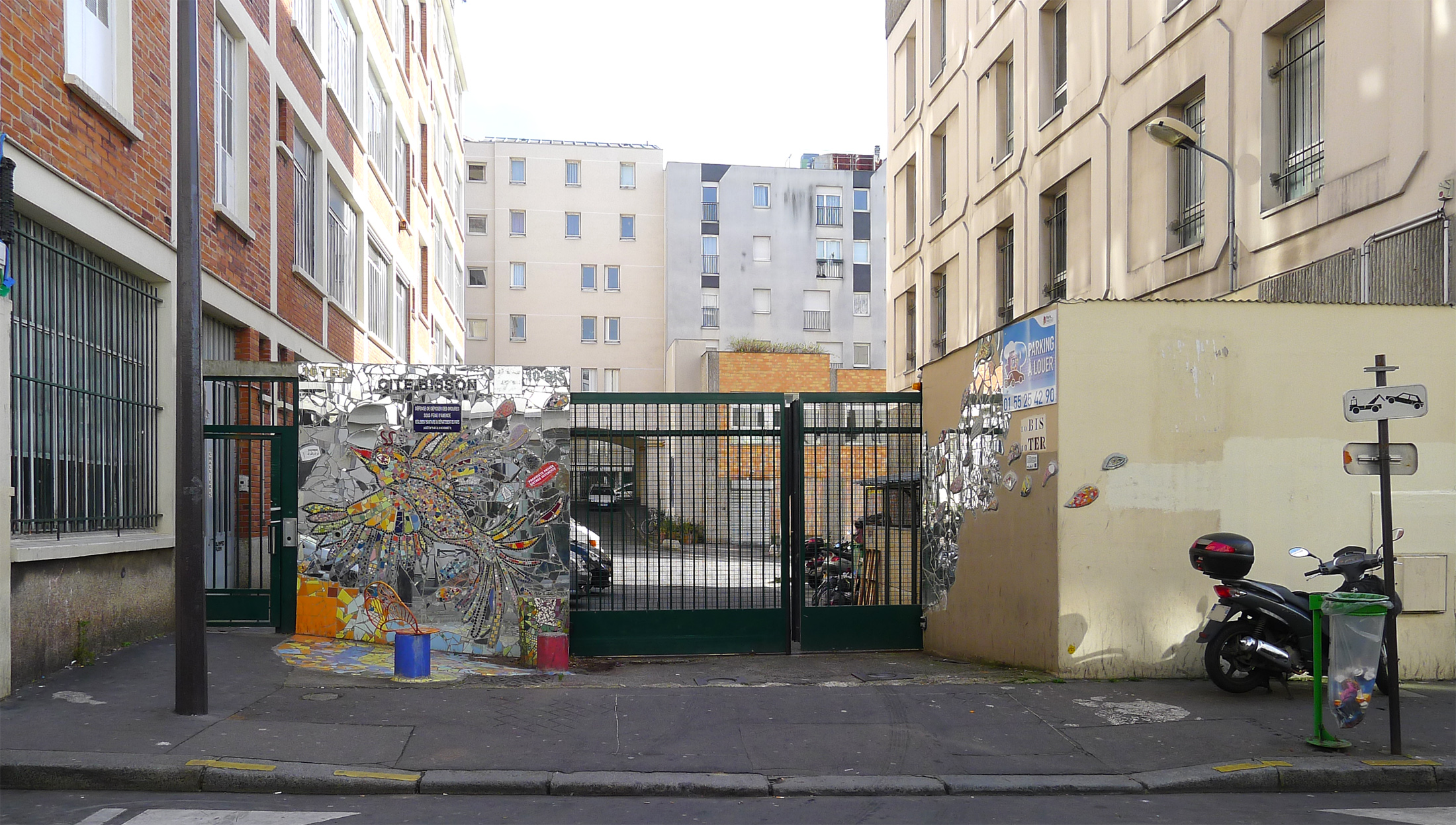
Cité Bisson.

## Bâtiments remarquables et lieux de mémoire
- Au no 55 vécut la famille de Jacob Szmulewicz, résistant français.

### Littérature
Dans La Vie devant soi, l'écrivain Romain Gary situe le domicile de Madame Rosa et de Momo, rue Bisson.